# Cripta di Sant'Emidio
La cripta di sant'Emidio si apre nello spazio sotterraneo del presbiterio alla fine della navata centrale del duomo di Ascoli Piceno. 
È costituita da un ambiente quadrangolare pervaso di silenzioso, suggestivo misticismo, appena rischiarato da delicate luci che si intravedono tra il ricco colonnato.
 
Vi si accede scendendo dalle scale che si trovano in fondo alle navate laterali dell'aula principale della cattedrale.

## Storia
In base alle ipotesi più accreditate l'epoca di costruzione della cripta risale alla metà dell'XI secolo per ospitare le reliquie di sant'Emidio patrono della città, qui trasportate, dalle catacombe di Campo Parignano, dall'allora vescovo di Ascoli Bernardo II (1045 - 1058), probabile promotore della ricostruzione romanica dell'edificio. La sua costruzione deve essere ritenuta conclusa entro il 1054, anno della bolla di Leone IX in cui per la prima volta la Cattedrale appare intitolata non solo alla Vergine, ma anche al martire Emidio. 
Il ritrovamento dei resti del primo vescovo di Ascoli fu definito una «inventio miracolosa».
La leggenda vuole che siano state individuate grazie alla presenza di una pianta di basilico che cresceva all'interno della sepoltura ipogea della necropoli situata nel piccolo tempietto di Sant'Emidio alle Grotte, primo luogo di tumulazione del santo.
Nel febbraio 1703 il Consiglio dei Cento e della Pace cittadino, per onorare il Santo Patrono della città, che aveva risparmiato la città dai sismi del 1703, commissionò a Giuseppe Giosafatti il rimaneggiamento della parte centrale della cripta. I suddetti terremoti ebbero come effetto anche un ulteriore sviluppo del culto in suo onore in innumerevoli città italiane ed europee, che richiesero le reliquie del Santo alla città. In sostituzione delle colonne antiche in travertino furono collocate 28 colonne binate e quadruplicate in marmo rosso di Verona, in allusione al sangue del martire Emidio, sorreggenti volte più alte rispetto a quelle romaniche, contestualmente fu anche rialzato il soffitto in previsione della collocazione di una scultura che onorasse il Santo. La rinnovata decorazione fu completata da Tommaso Nardini che dipinse le pareti e le volte, solo parzialmente giunte sino ai giorni nostri.
Il vescovo Ambrogio Squintani, al termine della Seconda Guerra Mondiale, dispose una nuova decorazione delle pareti e delle quattro vele al di sopra dell'altare con una serie di pregiati mosaici, come scioglimento di un ex voto, come testimoniato da una delle iscrizioni presenti.

## Descrizione
Lo spazio della cripta, per la cui realizzazione furono scavate le fondamenta di gran parte della Basilica del Foro (i cui resti delle fondamenta sono visibili all'angolo dell'estremità destra), è ripartito in dieci piccole navate nelle sezioni laterali, a cui si devono aggiungere altre tre nella zona centrale, frutto del rimaneggiamento operato ad inizio Settecento, allorquando essa subì un allargamento dello spazio ed un innalzamento della volta, in previsione della collocazione di una scultura al di sopra del sarcofago emidiano, che fungesse anche da centro visivo di tutta la basilica, poiché in quell'epoca l'accesso alla cripta avveniva discendendo una scalinata centrale che si apriva al termine della navata centrale. 
La cripta è scandita complessivamente da 63 colonne, in travertino e in marmo rosso di Verona. Le colonne di travertino sono provenienti da monumenti romani e rappresentano un importante esempio di reimpiego dall'Antico; ve ne sono di interamente antiche, oppure con basi e fusti classici, o ancora con fusti altomedievali. Su alcune di esse sono stati inseriti interessanti capitelli altomedievali di diverse tipologie: a foglie d'acqua, a volute stilizzate ed altri, stilisticamente compatibili col periodo nel quale la cripta sarebbe stata edificata.

### Il sarcofago romano del IV secolo
I resti di sant'Emidio, vescovo e martire cefaloforo, furono uniti a quelli dei suoi compagni e custoditi all'interno del sarcofago di epoca romana, dell'età di Marco Aurelio, II secolo, che diventò anche altare.
“CUM SOCIIS ALIIS EMINDIUS HIC REQUIESCIT” (qui riposa Emidio con i suoi compagni), così recita l'iscrizione medioevale incisa nel bordo frontale superiore e la cui tipologia dei caratteri rimanda all'epoca di costruzione della cripta e la collocazione di quel sarcofago in quel sito.
Finemente lavorato da “canalature biscurvi”, ha due geni scolpiti alle estremità della fronte principale (cui furono aggiunte le ali all'atto della "cristianizzazione" del manufatto) ed al centro una porta di Giano socchiusa tra due pilastri ed un fastigio. Dallo scudo sovrapposto e dai due dardi scolpiti nei fianchi si potrebbe dedurre che appartenesse ad un guerriero.

### IlBattesimo di Polisia
L'opera, collocata in posizione dominante alle spalle del sarcofago emidiano, fu realizzata da Lazzaro Giosafatti, tra il 1728 e il 1730, su commissione dell'arcidiacono Luigi Lenti. Essa va considerata il culmine degli interventi effettuati all'inizio del Settecento, finalizzati a dare ulteriore risalto proprio alla parte centrale della cripta. Questa scultura è considerata il capolavoro dell'autore. Molti ne lodano la bellezza del concetto, l'esecuzione priva di difetti e l'equilibrio. Le figure sono rappresentate con dimensioni più grandi del naturale e scolpite in un unico blocco di bianchissimo marmo di Carrara. Essa rappresenta il momento più significativo della storia e della leggenda che legano questi due santi.
Polisia era la giovane figlia del proconsole di Ascoli Polimio, questi credette di riconoscere nel vescovo Emidio la reincarnazione del dio Esculapio, così gli chiese di dedicare sacrifici agli dei, promettendogli in cambio il matrimonio con la figlia. Sant'Emidio, invece, riuscì a convertire la giovane Polisia al Cristianesimo e la battezzò nelle acque del fiume Tronto. A seguito di questo Polimio ordinò l'arresto della figlia e la decapitazione del santo. La giovane fanciulla cercò di sottrarsi alla cattura scappando e rifugiandosi tra i boschi del monte Nero, oggi monte dell'Ascensione, la montagna che si staglia osservando il panorama nord della città. Quando i pretoriani stavano per raggiungerla e catturarla ella sparì in una voragine. Nacque sul monte il paese di Polesio, nei pressi del romitorio vicino alla zona del crepaccio.
La tradizione vuole che appoggiando l'orecchio a questo gruppo marmoreo si senta ancora il rumore del tessere del telaio di santa Polisia.
Per la realizzazione di questo lavoro Lazzaro Giosafatti ricevette un modesto compenso, pari a circa 600 scudi, più o meno la stessa cifra che si poteva spendere per acquistare l'intero blocco di marmo allo stato grezzo.
A sinistra del gruppo marmoreo è una lampada disegnata da Umberto Pierpaoli, commissionata dal vescovo Morgante (di cui compare lo stemma insieme con quello del Comune) realizzata nel 1969 in bronzo dorato.

### Mosaici ed altre decorazioni
L'area del sepolcro di Sant'Emidio è circondata dal ciclo musivo che rievoca gli avvenimenti avvenuti ad Ascoli accaduti durante l'ultimo anno della seconda guerra mondiale e la benevola protezione di sant'Emidio nei confronti dei fedeli della città.
Leggendoli, iniziando dalla parete destra, si susseguono in questo ordine: “Processione di penitenza”, “Ascoli dichiarata città aperta”, “Messa al campo”, “Processione di ringraziamento”, “Carità sui monti”, “Scena del terremoto”  e la “Ritirata dei soldati tedeschi”. La volta al di sopra del gruppo scultoreo presenta quattro Angeli che dagli angoli protendono le loro mani verso la parte centrale dove è rappresentata una veduta stilizzata di Ascoli, a sottolineare la protezione sulla città. Altre figurazioni angeliche sono presenti anche nelle volte minori. Pietro Gaudenzi disegnò i cartoni del ciclo mentre l'opera fu realizzata dallo Studio del Mosaico Vaticano tra il 1950 ed il 1954.
La cripta ospita, disseminati lungo le pareti, i monumenti funebri e le memorie epigrafiche di vescovi, uomini illustri e benemeriti della Chiesa e della città, realizzati tra il XVI e il XVIII secolo, molti dei quali provengono dalla chiesa superiore e qui collocati nella seconda metà dell'Ottocento, in occasione dei lavori di "ripristino" della chiesa. Tra esse vanno menzionate quella dello storico Sebastiano Andreantonelli, del vescovo Giovanni Gambi (che fece costruire il Tempietto di Sant'Emidio alle Grotte) e quella di Luigi Lenti, committente del gruppo marmoreo di Giosafatti. Le due sepolture di dimensioni maggiori sono tuttavia quelle del capitano Costanzo Malaspina (morto nel 1546), in travertino, collocata all'estremità sinistra della Cripta, e della marchesa Fulvia della Torre Caucci, in marmi policromi, opera del 1744 di Lazzaro Giosafatti, nella parete sinistra adiacente al sarcofago di Sant'Emidio.
Sull'altare dell'absidiola destra è la statua di San Biagio, realizzata da Domenico Paci, trasferita dalla chiesa di San Biagio, collocata di fronte al Battistero e demolita nel 1887.
Ai due imbocchi della cripta sorge l'accesso ai cunicoli, di origine tardomedievale, costruiti probabilmente per motivi di sicurezza e che corrispondono allo spazio della navata centrale sovrastante.
Dal febbraio 2019 la cripta è oggetto di lavori di restauro lapideo - pittorico, finalizzati alla riscoperta del ciclo decorativo di epoca medievale sulle volticelle, alla pulitura delle decorazioni della volta dell'area centrale e alla pulitura dei monumenti funerari a parete. I lavori hanno già restituito (alla metà del 2020), nella parte di restauro compiuta, una serie di Santi, Dottori della Chiesa, Arcangeli, distribuiti a gruppi di quattro, su ciascuna delle vele di ogni volticella, in vari casi giunti a noi in forma di sinopia. Nella parete di fondo, interamente costituita da blocchi di reimpiego dell'edificio romano, una teoria di Santi, oltre ad una Madonna col Bambino, di scuola trecentesca. L'intero ciclo decorativo è ascrivibile ad un periodo tra il XIII ed il XIV secolo.

## Galleria d'immagini

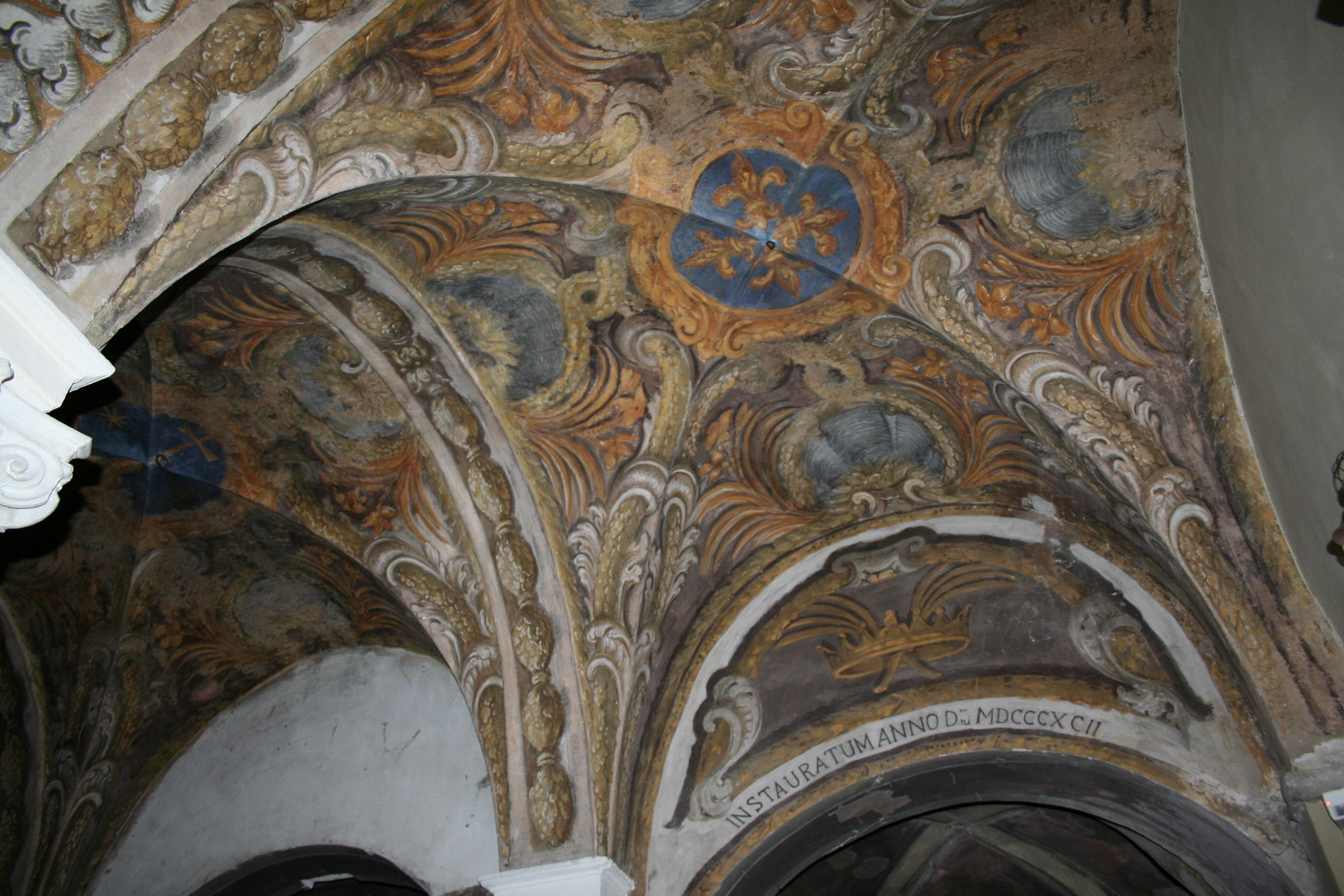
volta dipinta
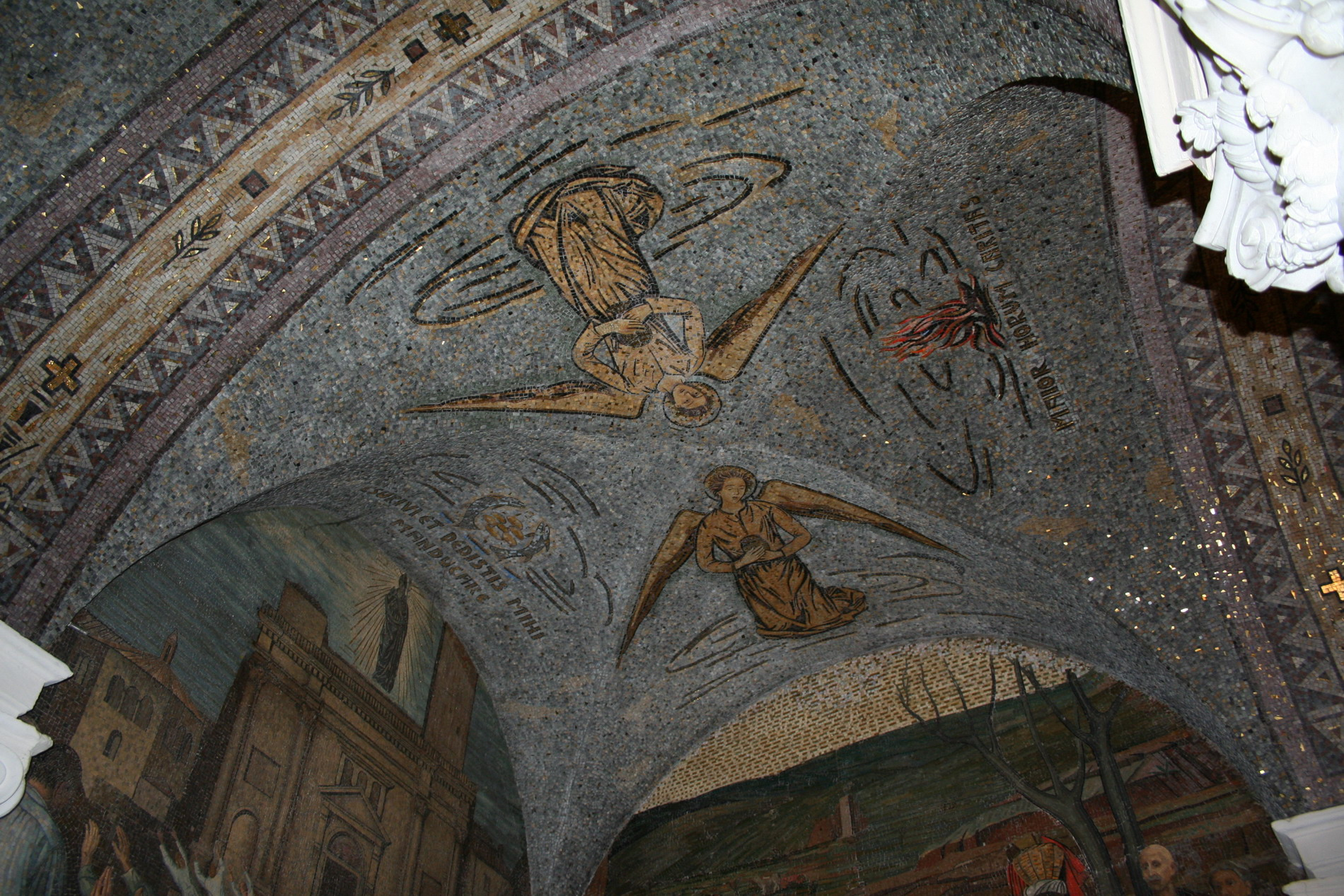
volta a mosaico
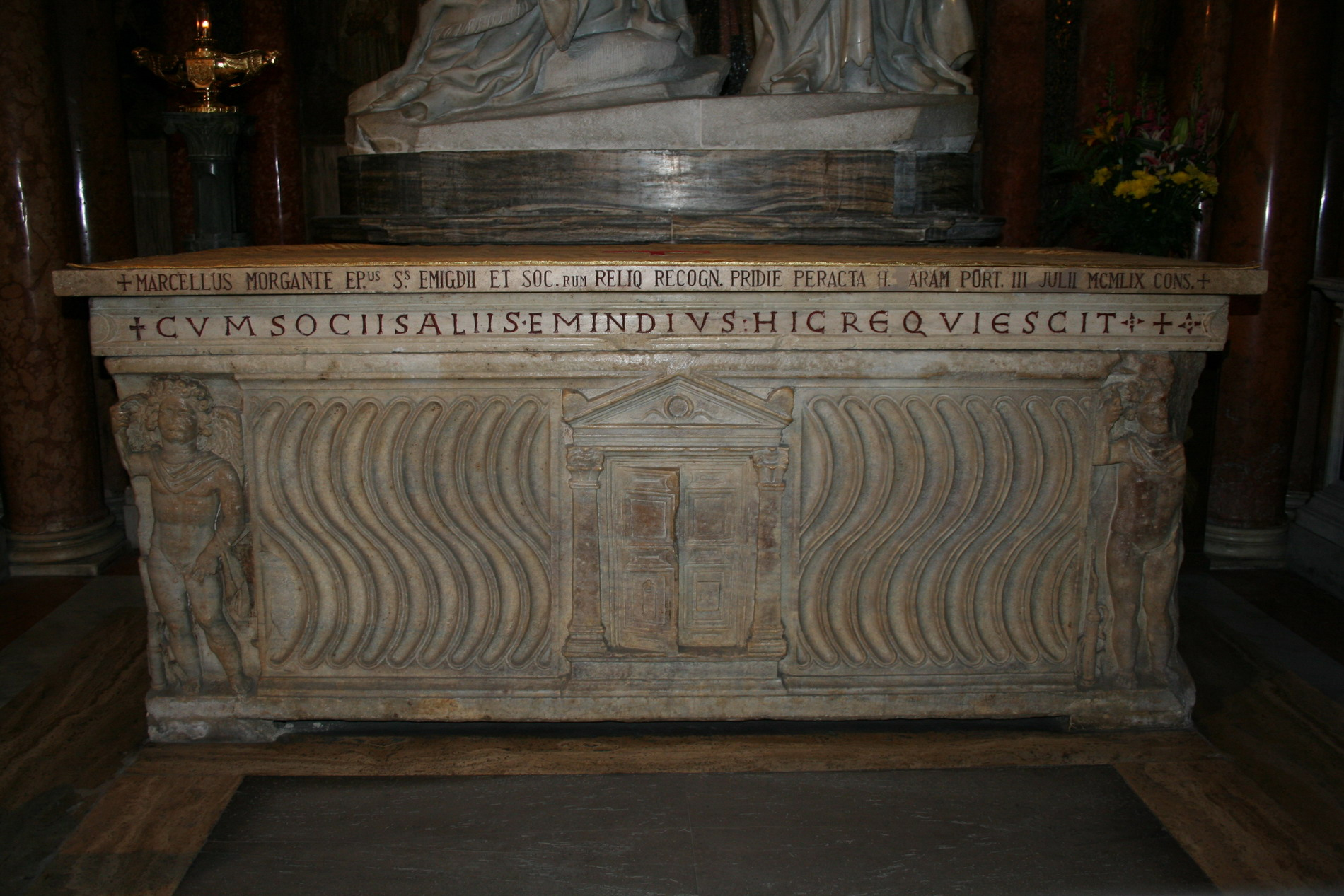
sarcofago del IV secolo
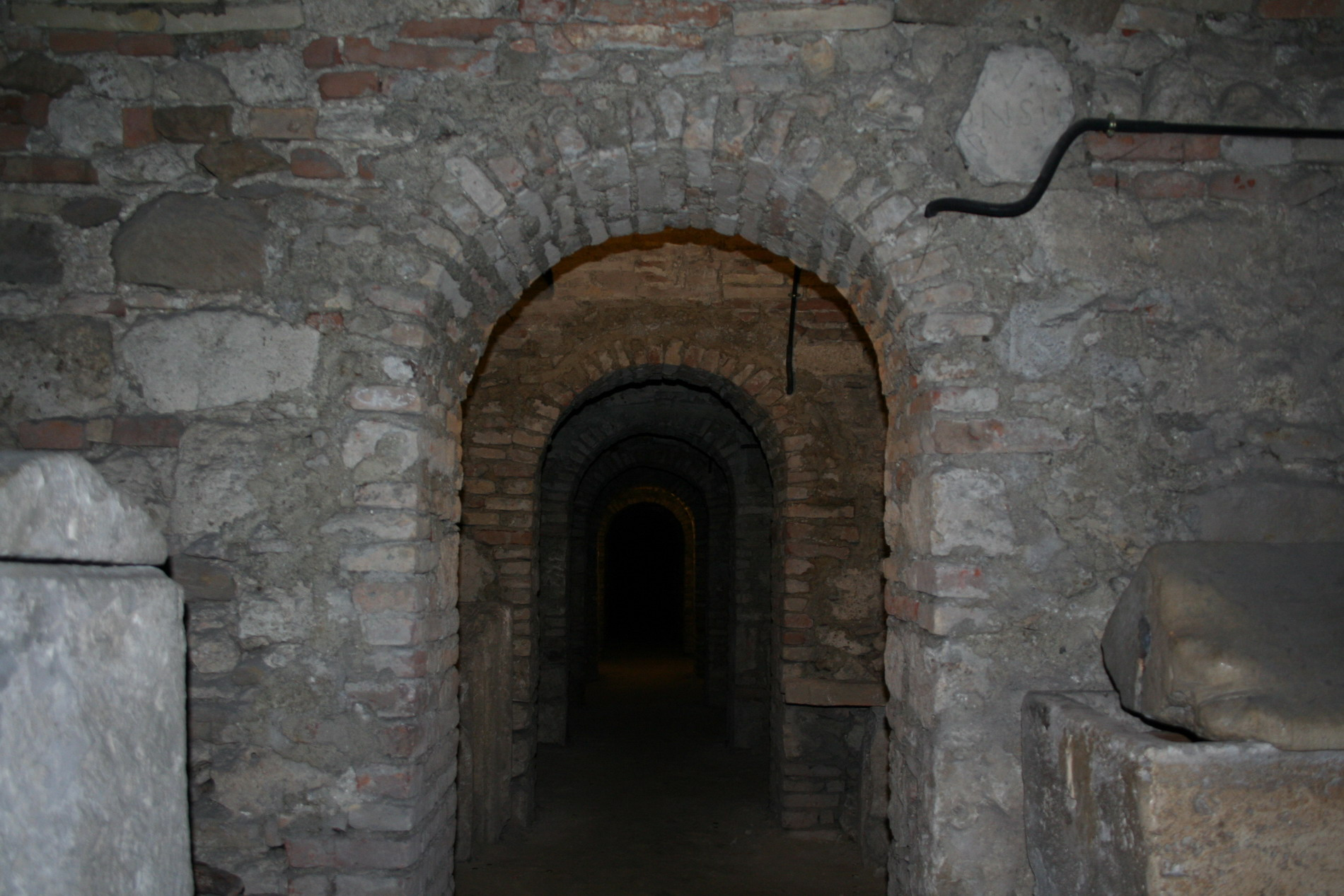
ingresso ai cunicoli
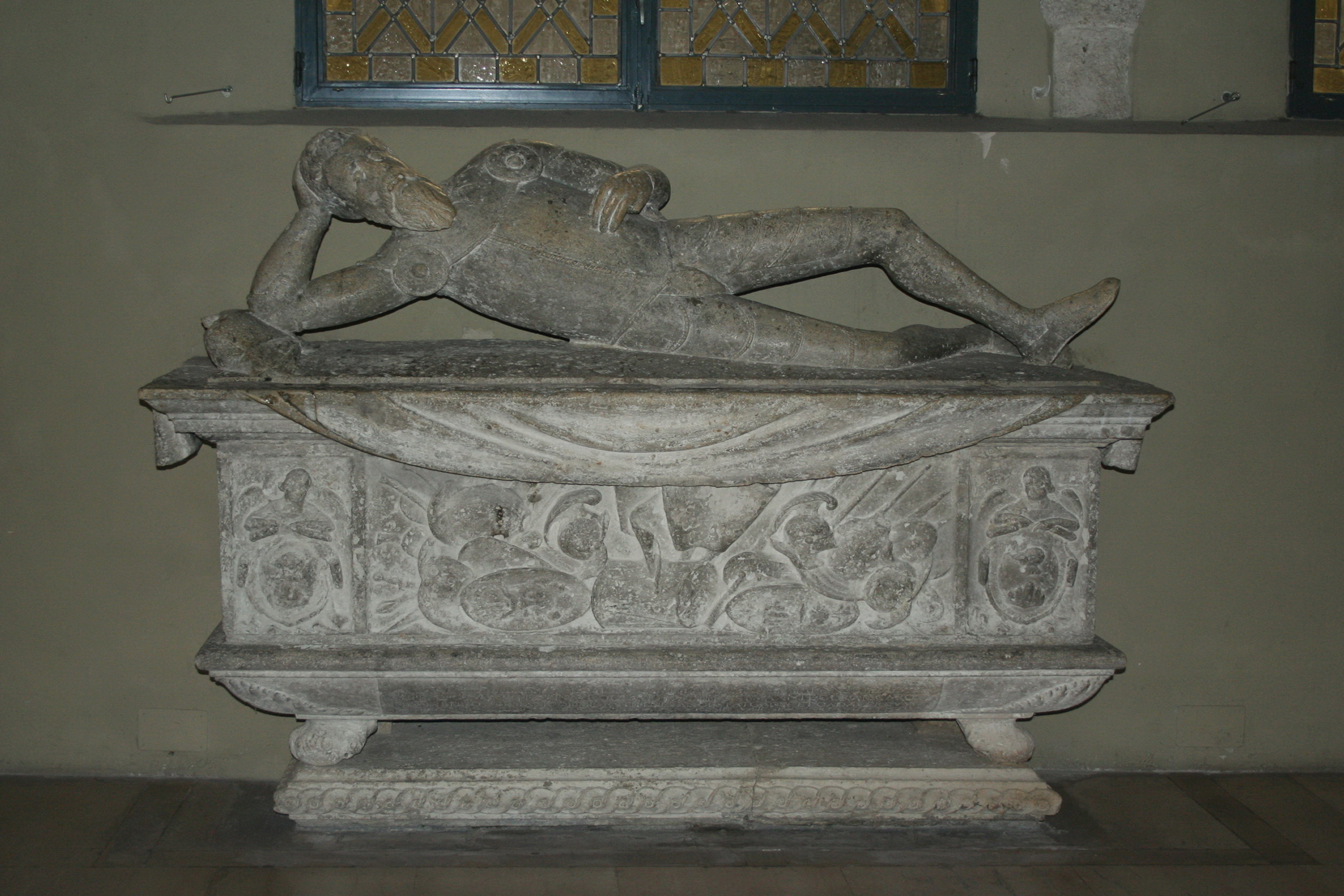
monumento alla memoria del capitano Costanzo Malaspina, del ramo malaspiniano di "San Giacomo", (1507-1546)
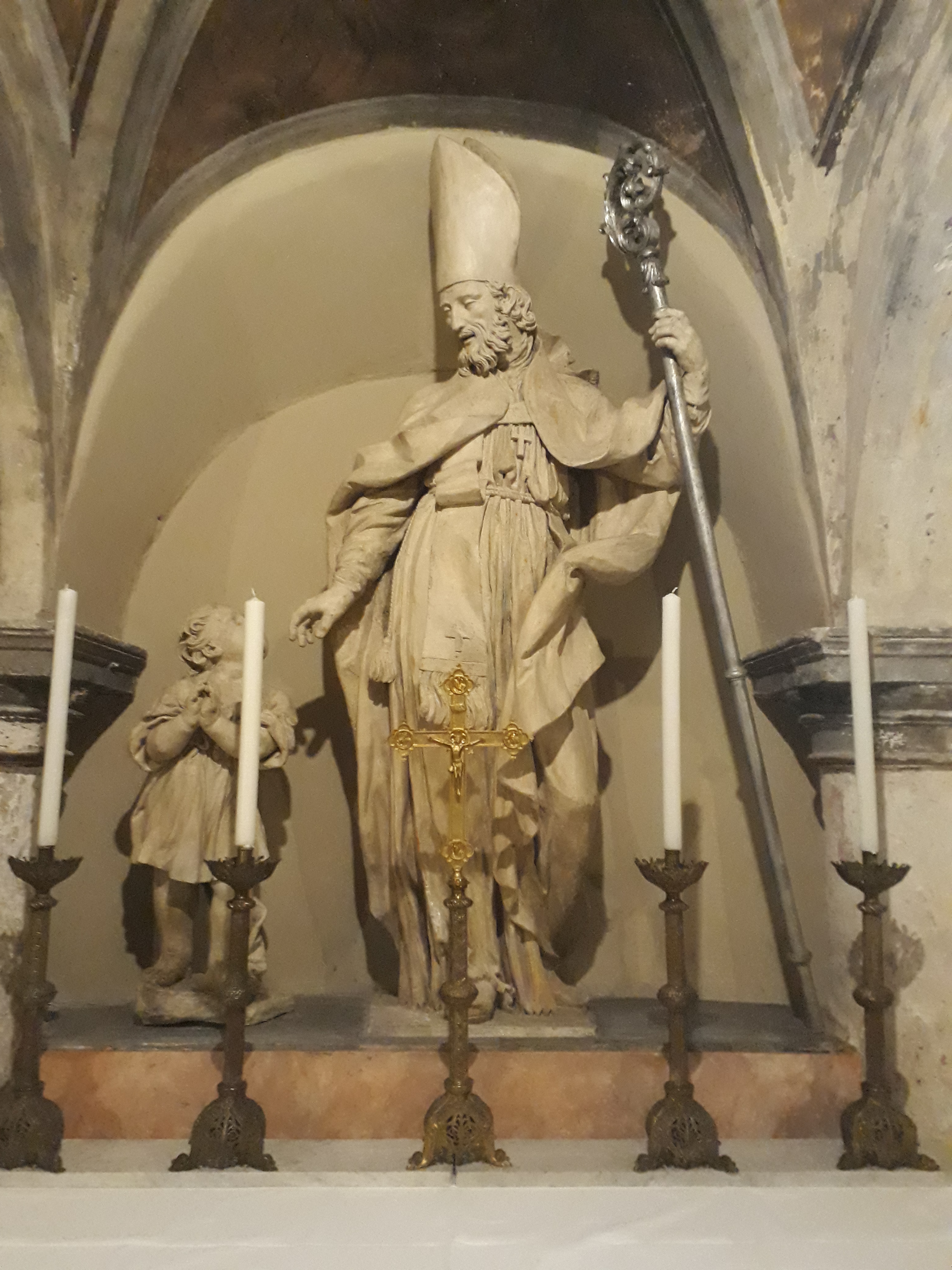
Gruppo scultoreo in terracotta marmorizzata dedicato a San Biagio. L'opera, eseguita prima del 1822, proviene dalla piccola chiesa (demolita nel 1866) dedicata al santo eretta a Piazza Arringo davanti al Battistero.